# Вулиця Самойловича (Чернігів)
Вулиця Самойловича — вулиця в Деснянському районі міста Чернігів. Пролягає від вулиці Київська до вулиці Васильченка, місцевість Берізки .
Немає примикають вулиць.

## Історія
2-й Старокиївський провулок був прокладений в період 1908 — 1916 року . У 1909 році на непарній стороні вулиці був побудований пивзавод (зараз тут продовольча компанія «Ясен»).
У 1960 році вулиця отримала сучасну назву - на честь медика, засновника епідеміології в Російській імперії Данила Самойловича Самійловича.

## Забудова
Парна сторона вулиці зайнята садибної забудовою, непарна сторона - нежитловий забудовою (територія продовольчої компанії «Ясен») - відноситься до Київської вулиці.
Установи: немає